# Tatiana Grabouzova
Tatiana Valerievna Grabouzova est une joueuse d'échecs russe née le 9 février 1967 à kazan en Uion Soviétique. Elle a le titre de grand maître international féminin depuis 1994.

## Biographie et carrière
Tatiana Grabouzova a remporté le championnat de Moscou féminin à cinq reprises : en 1986, 1991, 1997, 2003 et 2007.
Elle remporta le championnat international d'Allemagne à Krefeld en 1995.
En 2001, elle finit onzième du championnat d'Europe d'échecs individuel à Varsovie avec 7,5 points sur 11. Ce résultat la qualifiait pour le Championnat du monde d'échecs féminin à Moscou où elle battit Ioulia Ryjanova au premier tour puis perdit face à Corina Peptan.
En 2019, elle remporta le championnat d'Europe senior féminin (plus de 50 ans), après avoir fini deuxième du championnat du monde d'échecs senior en 2018.